# Steinlach
| Zuläufe und Bauwerke \| Steinlach \| Steinlach \| Steinlach \| \| --------------------- \| --------- \| -------------- \| \| Legende \| \| \| \| \| \| \| \| Eckentalb \| \| \| \| Talheim \| \| Talheim \| \| \| \| \| \| Kirchbach \| \| \| \| \| \| \| \| \| \| Weiherbach \| \| \| \| \| \| \| \| Gäßlesgraben \| \| Seebach \| \| \| \| \| \| \| \| L385 \| \| L385 \| \| \| \| \| \| \| \| \| \| \| \| \| \| \| \| \| \| \| \| \| \| Obere Mühle \| \| \| \| \| \| \| \| Öschenbach \| \| \| \| L385 \| \| L385 \| \| \| \| \| \| \| \| Linsenbach \| \| Mössingen \| \| Mössingen \| \| \| \| \| \| \| \| \| \| \| \| \| \| \| \| \| \| \| \| \| \| \| \| \| \| Ofterdingen \| \| Ofterdingen \| \| B27 \| \| B27 \| \| \| \| Tannbach \| \| \| \| \| \| Bachsatzgraben \| \| \| \| \| \| \| \| \| \| \| \| Ehrenbach \| \| \| \| \| \| \| \| \| \| \| \| Wiesbach \| \| \| \| \| \| \| \| Dußlingen \| \| Dußlingen \| \| \| \| Lachen \| \| Wertgraben \| \| Obwiesbach \| \| \| \| Weilersbach \| \| Zollernalbbahn \| \| Zollernalbbahn \| \| \| \| \| \| \| \| Rahnsbach \| \| Wiesaz \| \| \| \| \| \| \| \| Ehrenbach \| \| (Herrenbach) \| \| Tübingen \| \| Tübingen \| \| \| \| Mühlbach \| \| \| \| \| \| Bläsibach \| \| \| \| \| \| \| \| Kaisersbrücklesgraben \| \| \| \| \| \| \| \| B28 \| \| B28 \| \| Bahn \| \| Bahn \| \| \| \| Anlagensee \| \| Neckar \| \| \| |  |                |
| Steinlach |  |                |
| Legende |  |                |
| |  |                |
| Eckentalb |  |                |
| Talheim |  | Talheim        |
| |  |                |
| Kirchbach |  |                |
| |  |                |
| |  | Weiherbach     |
| |  |                |
| |  | Gäßlesgraben   |
| Seebach |  |                |
| |  |                |
| L385 |  | L385           |
| |  |                |
| |  |                |
| |  |                |
| |  |                |
| |  |                |
| Obere Mühle |  |                |
| |  |                |
| Öschenbach |  |                |
| L385 |  | L385           |
| |  |                |
| |  | Linsenbach     |
| Mössingen |  | Mössingen      |
| |  |                |
| |  |                |
| |  |                |
| |  |                |
| |  |                |
| |  |                |
| Ofterdingen |  | Ofterdingen    |
| B27 |  | B27            |
| |  | Tannbach       |
| |  |                |
| Bachsatzgraben |  |                |
| |  |                |
| |  |                |
| Ehrenbach |  |                |
| |  |                |
| |  |                |
| Wiesbach |  |                |
| |  |                |
| Dußlingen |  | Dußlingen      |
| |  | Lachen         |
| Wertgraben |  | Obwiesbach     |
| |  | Weilersbach    |
| Zollernalbbahn |  | Zollernalbbahn |
| |  |                |
| |  | Rahnsbach      |
| Wiesaz |  |                |
| |  |                |
| Ehrenbach |  | (Herrenbach)   |
| Tübingen |  | Tübingen       |
| |  | Mühlbach       |
| |  |                |
| Bläsibach |  |                |
| |  |                |
| Kaisersbrücklesgraben |  |                |
| |  |                |
| B28 |  | B28            |
| Bahn |  | Bahn           |
| |  | Anlagensee     |
| Neckar |  |                |

Die Steinlach ist ein etwa 25 km langer rechter Nebenfluss des Neckars, der in den beiden baden-württembergischen Landkreisen Reutlingen und Tübingen verläuft und ein Einzugsgebiet von 138 km² hat.

## Geographie

### Verlauf

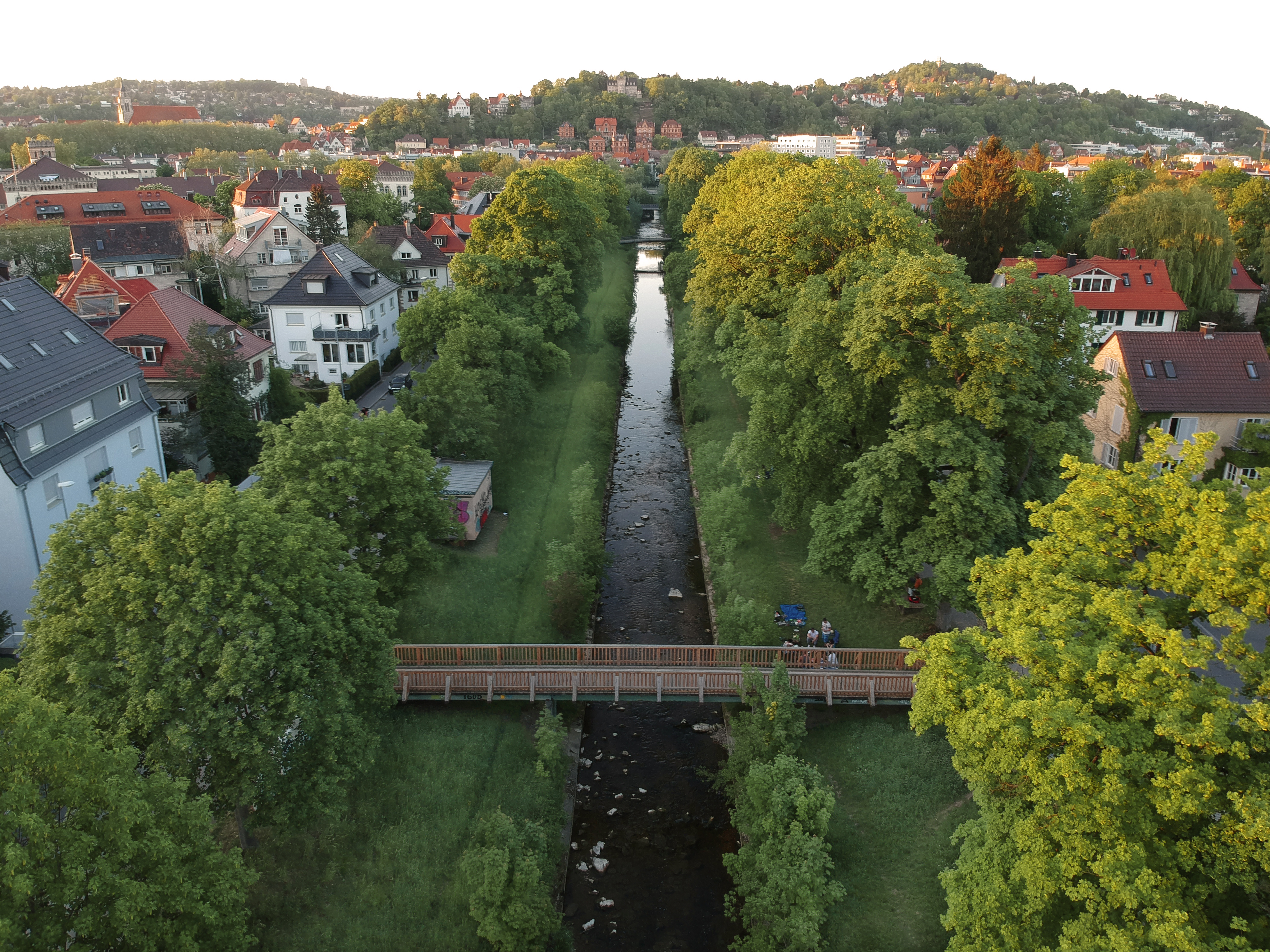
Steinlach in Tübingens Südstadt

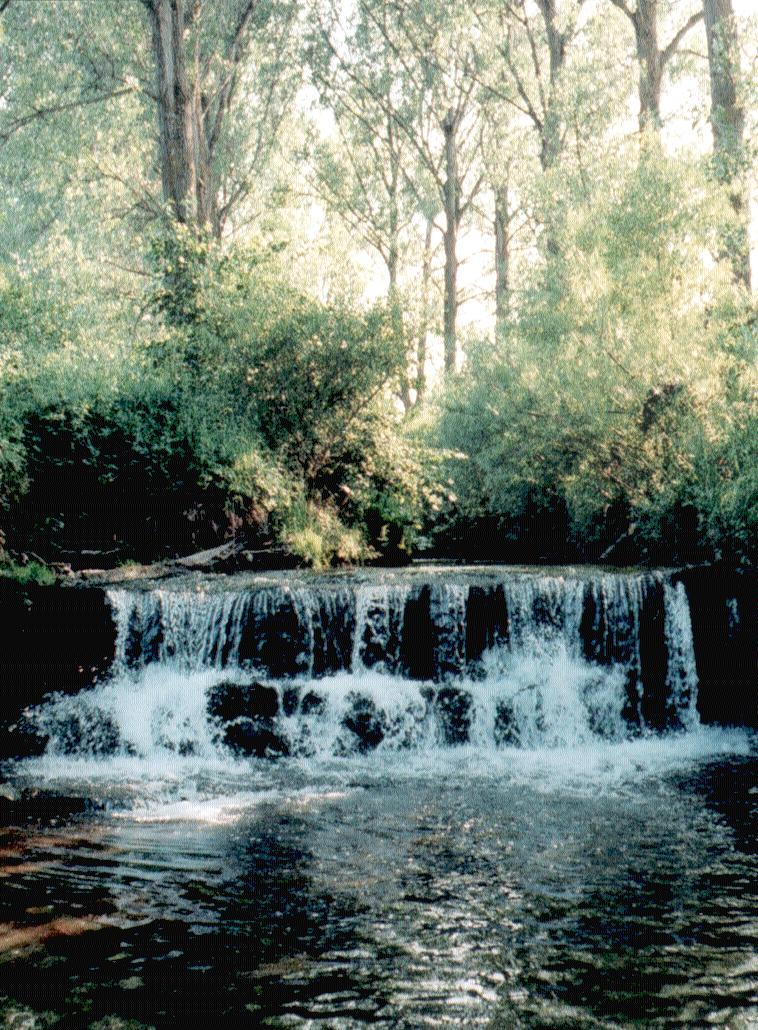
Steinlach-Wasserfall bei Ofterdingen

Die Steinlach entspringt östlich des Mössinger Stadtteils Talheim und westlich des Ruchberges auf etwa 710 m ü. NN in einem nordöstlichen Seitental des Eckenbachgraben, einer zwischen fünf und zehn Meter tiefen Schlucht unterhalb der Traufkante der Schwäbischen Alb. Der Quellaustritt des etwas längeren linken Oberlaufs aus dem Eckenbachgraben verlagert sich mit dem Karstwasserspiegel der Schwäbischen Alb. Die Quellen beider Äste liegen just noch im Gemeindegebiet von Sonnenbühl.
Die Steinlach tritt bei Talheim ins im Albvorland gelegene Steinlachtal ein und wird danach vom an der Mündung längeren wie auch deutlich einzugsgebietsreicheren Weiherbach verstärkt. Sie fließt nun etwa nordwestlich, nimmt einen Kilometer vor Mössingen von rechts den Öschenbach auf und durchquert dann Mössingen auf Westlauf. Nachdem von Südsüdwesten her der ebenfalls ansehnliche Tannbach in Ofterdingen zugeflossen ist, folgt sie zunächst dessen Fließrichtung. Aber schon von der isoliert am Gewässer stehenden Mühle von Nehren an fließt sie bis zur Mündung beständig nordwärts. Nach dem nächsten Ort Dußlingen fließt von rechts nahe an dessen Pulvermühle ihr größter Nebenfluss zu, die Wiesaz. Im folgenden kurzen Talabschnitt rücken Waldhöhen erstmals wieder seit Talheim links und rechts nahe an den Lauf, von rechts mündet auf dieser Strecke am Bläsibad der aus Richtung Ohmenhausen kommende Ehrenbach. Auf nunmehr begradigtem Lauf durch den Tübinger Stadtteil Derendingen und zuletzt durch den südlichen Teil des Stadtzentrums von Tübingen erreicht sie den Neckar, dem sie auf etwa 317,5 m ü. NHN weniger als einen halben Kilometer unterhalb der Neckarinsel von rechts her zumündet.
Die Steinlach mündet nach ihrem mit einem mittleren Sohlgefälle von 15 ‰ durchflossenen, fast 26 km langen Weg etwa 393 Höhenmeter unterhalb ihrer Quelle.

### Einzugsgebiet
Die Steinlach entwässert fast 142 km² am Albtrauf um Mössingen und Gomaringen und im Albvorland nördlich zum Neckar. Ihr Einzugsgebiet grenzt an seiner Nordostseite schon wenig aufwärts der Mündung ans Einzugsgebiet der Echaz, des nächsten großen rechten Neckarzuflusses. An der Südostseite verläuft dem Albtrauf entlang die Europäische Hauptwasserscheide von Rhein diesseits zu Donau jenseits, unmittelbarer Konkurrent zur Donau ist die Lauchert mit ihren Nebenflüssen und ihren teils langen unterirdischen Karstzuläufen. Hinter der kurzen südwestlichen Wasserscheide läuft die Starzel nun wieder zum Neckar oberhalb der Steinlach. Die noch folgenden Nachbarflüsse hinter der nordwestlichen (???), von denen nur der Katzenbach und allenfalls auch der Bühlertalbach einige Bedeutung besitzen, entwässern das Waldgebiet des Rammert, das sich dieser Seite anliegend bis zum Mündungsort Tübingen erstreckt.
Die größten Höhen liegen sämtlich auf dem Albtrauf an der südöstlichen Wasserscheide, wo das Terrain nur selten unter 800 m ü. NN fällt. Der Monkberg südlich von Talheim über dem Quellgebiet des Wangenbachs erreicht 884,4 m ü. NN, der zweithöchste Bolberg links über dem Talhang des oberen Öschenbachs 880,8 m ü. NN.

### Zuflüsse
Direkte Zuflüsse von der Quelle zur Mündung.
- Eckentalbach (längerer linker und östlicher Quellast)
- (Bach aus dem Tierental), von links und Südosten an der Waldgrenze vor Talheim, 0,7 km
- Kirchbach, von rechts und Ostnordosten in Talheim, 1,1 km
- Weiherbach, von links und Südwesten auf etwa 555 m ü. NHN am Westrand von Mössingen-Talheim, 3,3 km und 9,3 km²
- Gässlesgraben, von links und Westsüdwesten nach der Steinlachmühle, 0,9 km
- Seebach, von rechts und Osten auf ca. 532 m ü. NHN gleich nach dem vorigen, 4,1 km und 3,5 km²
- (Bach aus der Buchenstelle), von links und Südwesten nahe der Ziegelhütte von Mössingen, 1,4 km
- Öschenbach, von rechts und insgesamt Osten, 8,4 km und 12,3 km²
- Linsenbach, von links und Südwesten kurz vor Mössingen, 1,3 km
- Bachsatzgraben, von rechts und Ostnordosten nach der Unteren Mühle von Mössingen, 1,6 km
- Tannbach, von links und Südwesten am Südrand von Ofterdingen, 8,7 km und 20,6 km²
- (Bach vom Banweg), von links und Westsüdwesten im südlichen Ofterdingen, 1,0 km
- Ehrenbach oder auch Nehrenbach, von rechts und Südosten auf 403,6 m ü. NHN am Nordostrand von Ofterdingen, 0,9 km und ca. 0,5 km²
- (Bach aus dem Bienwund), von links und Südwesten gegenüber der Nehrener Mühle, 2,2 km
- Wiesbach oder Obwiesbach (!), von rechts und insgesamt Südosten auf 387,4 m ü. NHN an den Sportplätzen vor Dußlingen, 4,7 km und 5,8 km²
- Lachen, von links und Südwesten in Dußlingen, 2,0 km
- Obwiesbach (!), von rechts und Südsüdosten auf etwa 380 m ü. NHN in Dußlingen, 2,1 km und ca. 0,9 km². Entsteht nahe dem Lauf des vorgenannten Wiesbachs
- Wertgraben, von links und Westsüdwesten in Dußlingen fast noch gegenüber dem vorigen, 2,1 km
- Weilersbach, von links und Westen in Dußlingen, 2,4 km
- Rahnsbach, von links und Südwesten zwischen den letzten Gewerbebauten von Dußlingen, 2,6 km
- Wiesaz, von rechts und Südosten nahe der Pulvermühle von Dußlingen, 17,5 km und 38,7 km²
- Ehrenbach, auch wohl fälschlich Herrenbach, von rechts und Ostsüdosten nach der Kläranlage von Dußlingen, 7,0 km (mit linkem Oberlauf Kalter Brunnen) und 9,6 km²
- → (Abgang des Mühlbachs), nach links im Gewerbegebiet am Südrand von Derendingen, 3,9 km; mündet gegenüber der Neckarinsel in Tübingen in den Flutgraben neben dem Neckar
- (Zufluss von Bläsiberg her), von rechts und Osten wenige Meter nach dem vorigen, 0,6 km
- Bläsibach, von rechts und Osten, 1,4 km
- (Waldbach vom Hohen Lehen her), von rechts und Nordosten in der Derendinger Gartenstadt, 1,2 km
- Kaisersbrücklesgraben, von rechts und Ostnordosten an der Flussbrücke der Waldhörnlestraße, 0,8 km

## Geologie
Durch rückschreitende Erosion hat die Steinlach mit zur Herausbildung der schwäbischen Schichtstufenlandschaft beigetragen. Auf ihrem Weg ins Neckartal schneidet sie sich in sämtliche Gesteinsschichten von Weißem Jura bis hinab zum Schilfsandstein, der Stuttgart-Formation des Keupers. An morphologisch harten Gesteinsschichten treten Wasserfälle auf, beispielsweise an der Unteren Mühle bei Mössingen und nordöstlich von Ofterdingen unweit des Sägewerks. Bei Mössingen durchschneidet sie mehrere Meter mächtige periglaziäre Kalkschotterdecken, die wahrscheinlich zur Namensbildung Steinlach geführt haben. Engtalbereiche durchläuft sie insbesondere im Mössinger Stadtgebiet und nördlich der Pulvermühle. Die Steinlach durchfließt in geschwungenem Lauf die Mössinger Schotterebene und tieft sich später in die darunter liegenden Schichten des Schwarzen Juras ein. An der Pulvermühle hat sie das Schichtpaket des Stubensandsteins (Löwenstein-Formation) durchschnitten, verläuft dort allerdings bereits in einem breiten Sohlenkerbtal. An ihrer Mündung hat sie einen ausladenden Schotterfächer abgelagert, der den Lauf des Neckars nach Norden drängte und auf dem Teile der heutigen Tübinger Südstadt errichtet wurden. Die Ablagerung dieses Mündungsdeltas verlangsamte den Abfluss und führte zur Auffüllung des Sohlenkerbtals bis hinauf nach Dußlingen. In Ofterdingen fließt die Steinlach auf der leicht nach Südosten einfallenden Arietenkalkbank, einer fossilreichen Schicht des Schwarzen Juras, Lias Alpha. Ein Abschnitt des Bachbettes zwischen Schillerstraße und Uhlandstraße wurde als geologisches Naturdenkmal Ofterdinger Schneckenpflaster unter Schutz gestellt, da dort besonders viele Steinkerne des namengebenden Ammoniten Arietites bucklandi an der Oberfläche liegen. Der Eintritt der Steinlach in die Schichten des Lias Alpha bei Ofterdingen bewirkte die Ablenkung des Laufs nach Nordosten mit und ließ den Wasserfall unterhalb des Ortes entstehen.

## Bedeutung für die Besiedlung

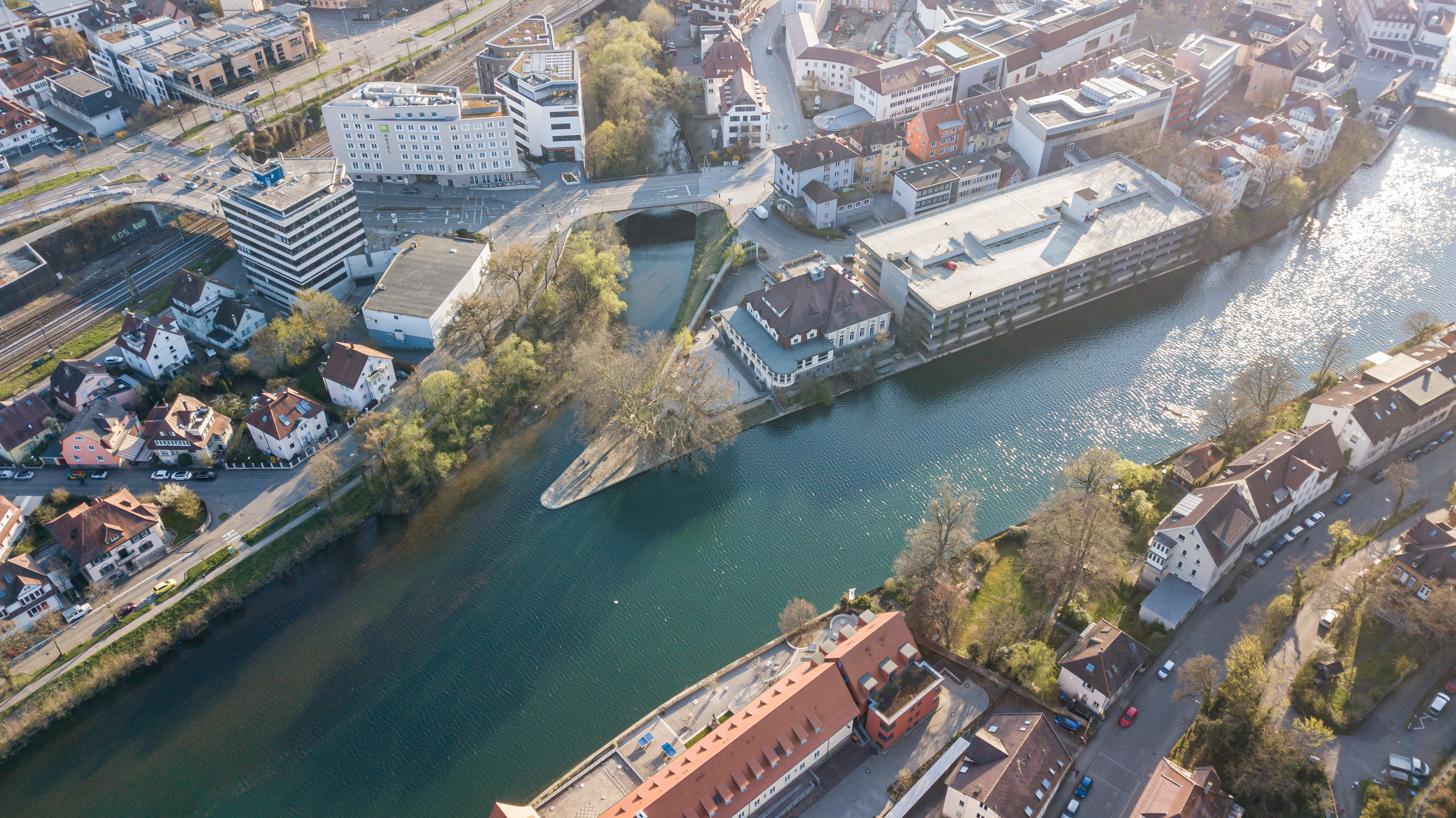
Mündung der Steinlach (oben) in den Neckar in Tübingen

Bedingt durch das humide Klima mit auf das Jahr verteilten ergiebigen Niederschlägen und der damit zusammenhängenden fast ständigen Gebietswasserspende kam es entlang der Steinlach zu zahlreichen altgermanischen Ortsgründungen (Mössingen, Ofterdingen, Dußlingen). Die germanischen Bauernsippen nutzten die Steinlach für Trink- und Brauchwasserzwecke und als Vorfluter für ihre Abwässer. Weil die Steinlach dauerhaft Wasser führte und es an ihr gefällereiche Abschnitte gibt, siedelten sich schon früh Mühlen an ihrem Ufer an, mit dem Beginn der Industrialisierung dann auch Industriezweige mit hohem Wasser- und Energiebedarf, wie z. B. Textilbetriebe, später auch chemische Industrie.
Wasserentnahme und Einleitung von Abwässern wirkten sich stark auf das Wasserregime der Steinlach aus und minderten ihre Gewässergüte. Der Schutz der Verkehrswege im Steinlachtal und der Tübinger Südstadt vor Steinlach-Hochwassern machte es nötig, den zuvor natürlichen Lauf der Steinlach zwischen Dußlingen und Tübingen zu begradigen und damit nachhaltig zu beeinträchtigen. Der Hochwasser-Abwehr diente auch die Betonierung des Steinlach-Bettes innerhalb Ofterdingens, die bereits in den 1970er-Jahren durchgeführt wurde. Zur selben Zeit wurden auch die mechanisch-biologische Sammelkläranlage des Abwasserzweckverbandes der Steinlach-Anliegergemeinden südlich von Dußlingen gebaut sowie zahlreiche Regenwasserrückhaltebecken. Die Gewässergüte der Steinlach konnte dadurch verbessert, Hochwasserspitzen konnten geglättet werden. Die Wasserspende der Steinlach verringerte sich jedoch, was sich speziell während Trockenperioden negativ auf das Wasserregime des Baches auswirkt. Die Wasserentnahme, z. B. zur Wasserversorgung von Gärten, ist dann meist behördlich untersagt.

## Vegetation

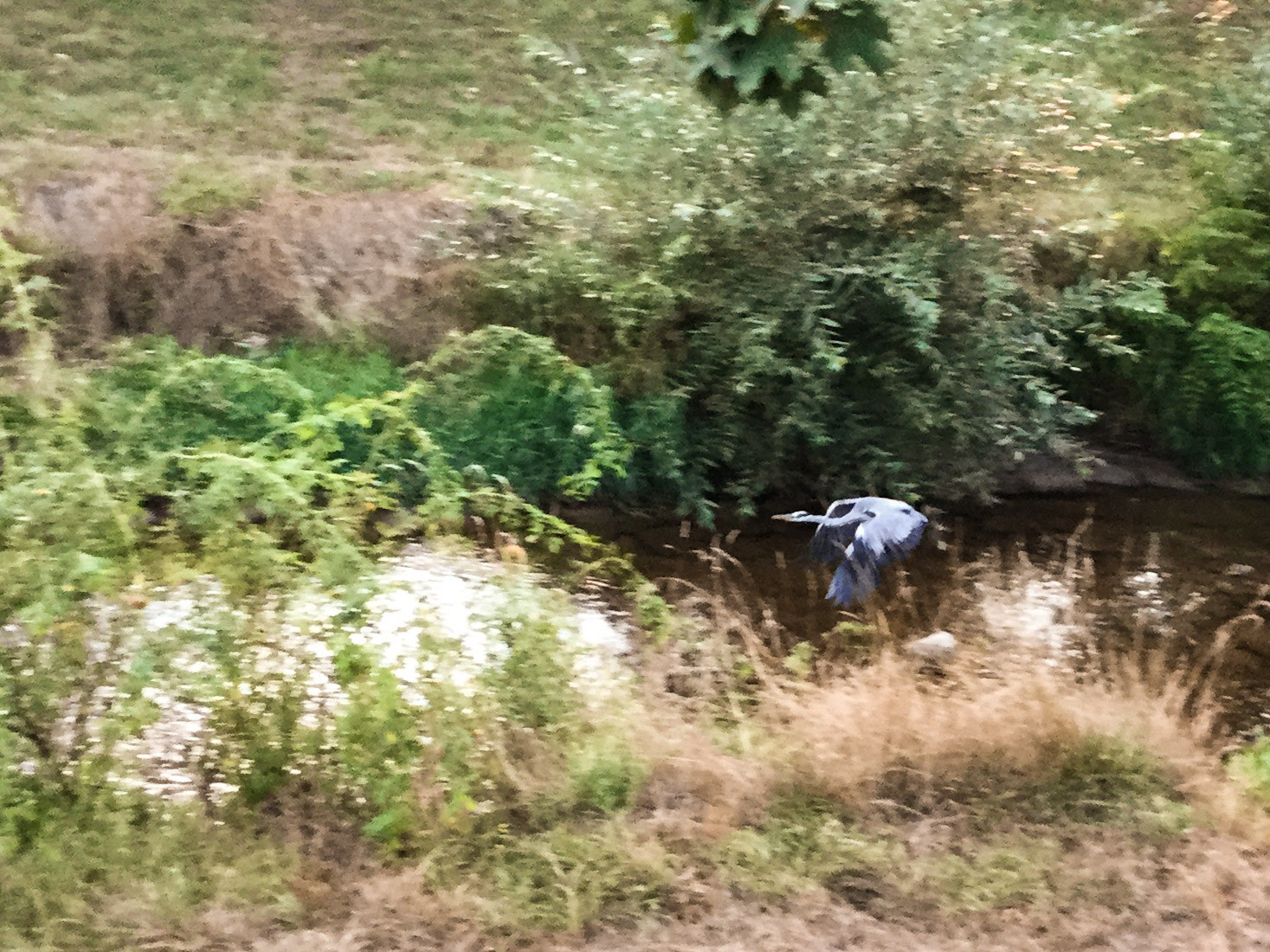
Graureiher sind an der Steinlach oft gesehen – das flache Wasser ist ideal für die Jagd

Charakteristisch für die Steinlach sind die an ihren Ufern gepflanzten Baumreihen aus gleich alten, meist 30 Meter hohen Kanada-Pappeln (Populus X canadensis). Sie stammen überwiegend von der 1910 gepflanzten Pappel am Eckhof bei Dußlingen ab und dienten seinerzeit zur Uferbefestigung der Steinlach. Sie prägen insbesondere im Herbst das Landschaftsbild des Steinlachtals, wenn sich ihr Laub golden verfärbt. Beiderseits der begradigten Steinlach in Derendingen wurden auch Ahornbaum-Reihen angelegt. Naturnahe Erlen-Eschen-Bachauenwälder oder Weidengalerien sind an der Steinlach jedoch nur fragmentarisch vorhanden. Beispielhaft ist der Ahorn-Eschen-Schluchtwald an den steilen Hängen des Enkenbachgrabens im Quellbereich der Steinlach. Das Ausdauernde Silberblatt (Lunaria rediviva), eine für Schluchtwälder Mitteleuropas typische Staude, bildet in diesem Schluchtwald einen dunkel-violetten Blühaspekt im zeitigen Frühjahr.

## Naturschutz
- Das sogenannte Schneckenpflaster – riesige fossile Ammoniten und Austernmuscheln von rund 100 m Länge und 4 m Breite[6] – im Bachbett der Steinlach in Ofterdingen ist seit mehreren Jahrzehnten als geologisches Naturdenkmal geschützt. Seit September 2016 ist es als bedeutendes Geotop und Geopoint des UNESCO Geopark Schwäbische Alb ausgezeichnet. 2019 wurde es in den Kreis der Nationalen Geotope aufgenommen.
- Der Steinlach-Wasserfall bei Ofterdingen und sein Umfeld sind seit 2010 Naturdenkmal.

## Hochwasserstände
Historische Wassermarken werden für den Pegel Tübingen, also kurz vor der Einmündung in den Neckar vom 23. Juni 1975 (2,75 m), 10. Juni 1980 (2,58 m) und vom 11. August 2002 (2,33 m) genannt.

## Sonstiges
- Die Spielstätte des TSV Ofterdingen heißt auf Grund ihrer Lage in der Aue der Steinlach Steinlach-Stadion.
- Steinlach-Bote heißt der Lokalteil der Südwest Presse, der im Steinlachtal verbreitet ist; benannt nach der Steinlach.
- Eine Zeichnung von Eduard von Kallee zeigt, dass die Steinlach schon im 19. Jahrhundert als Motiv für künstlerische Darstellungen diente.

## Weitere Bilder

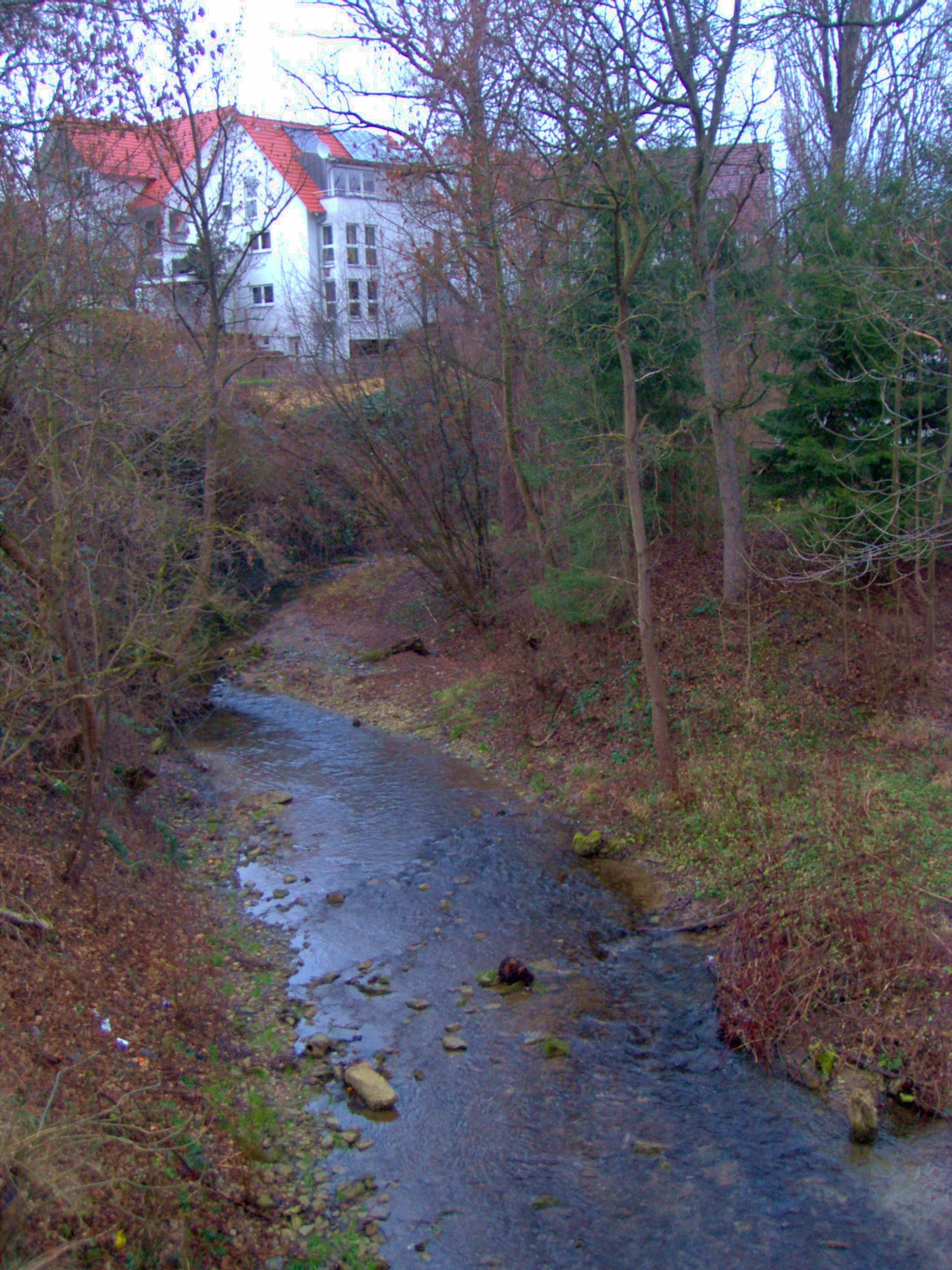
Blick von der Brücke in der Bachgasse auf die Steinlach in Mössingen
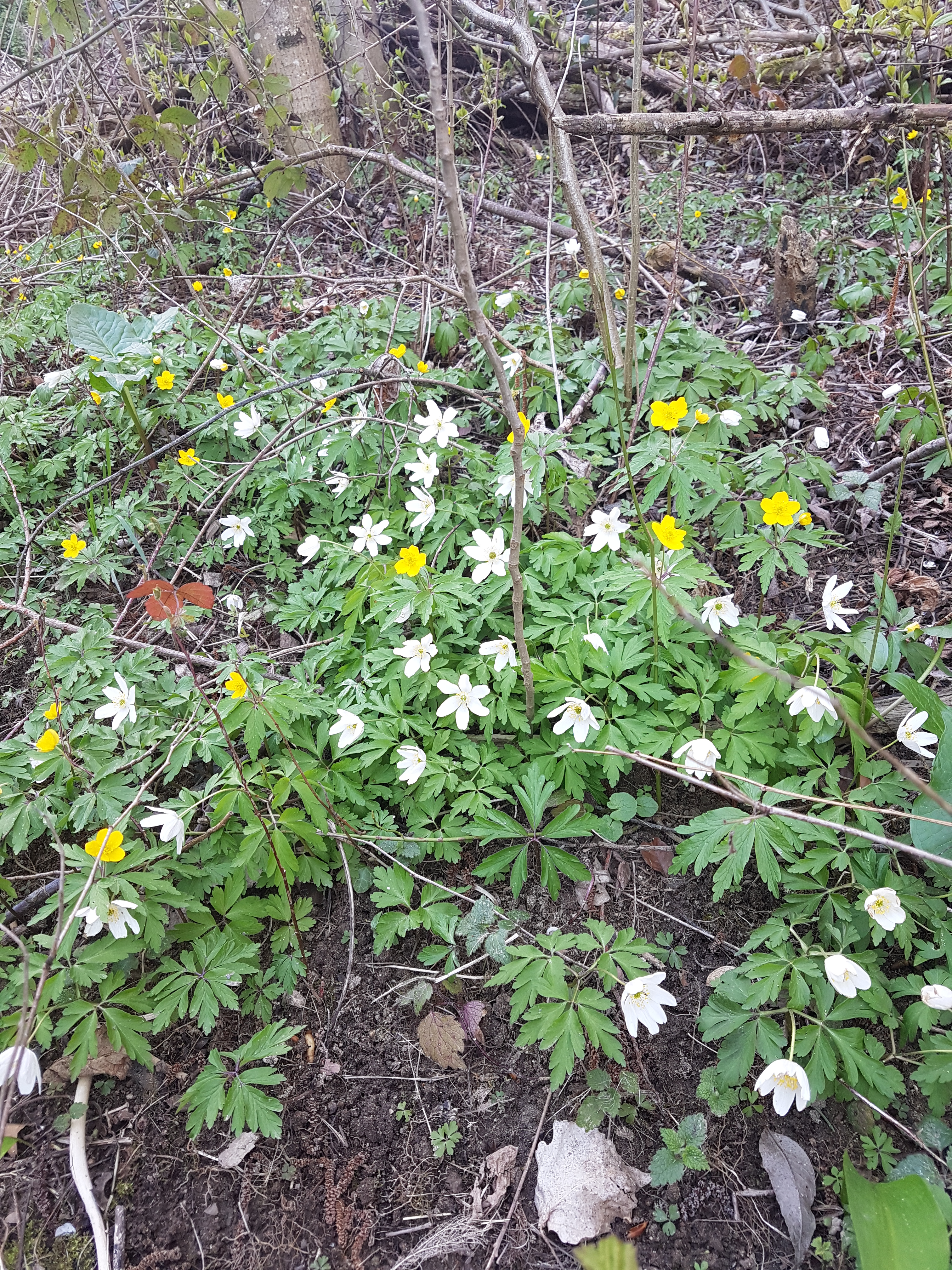
Buschwindröschen und gelbes Windröschen am Ufer der Steinlach in Mössingen
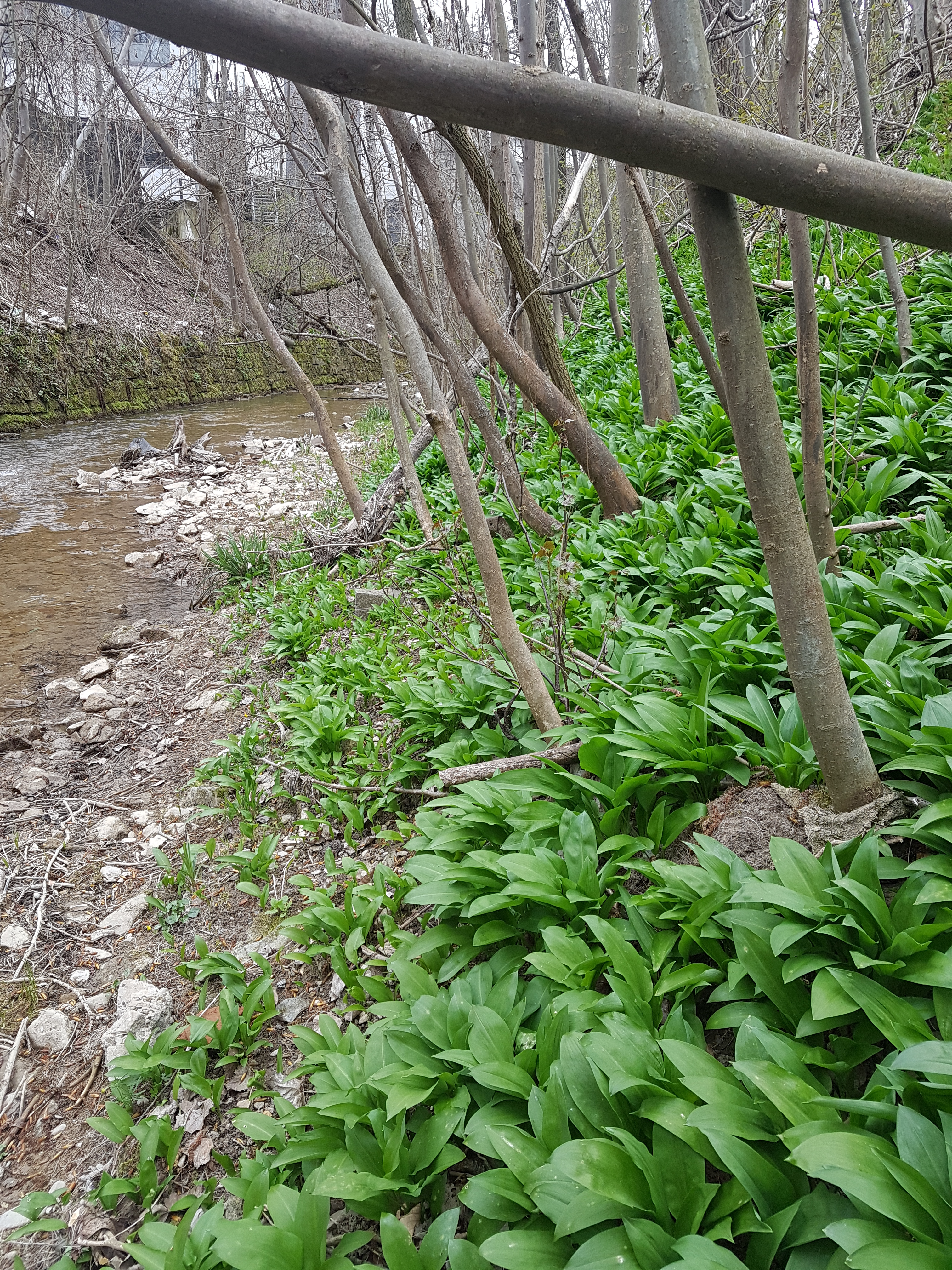
Bärlauchvorkommen an der Steinlach in Mössingen, im Hintergrund das Pausa-Areal
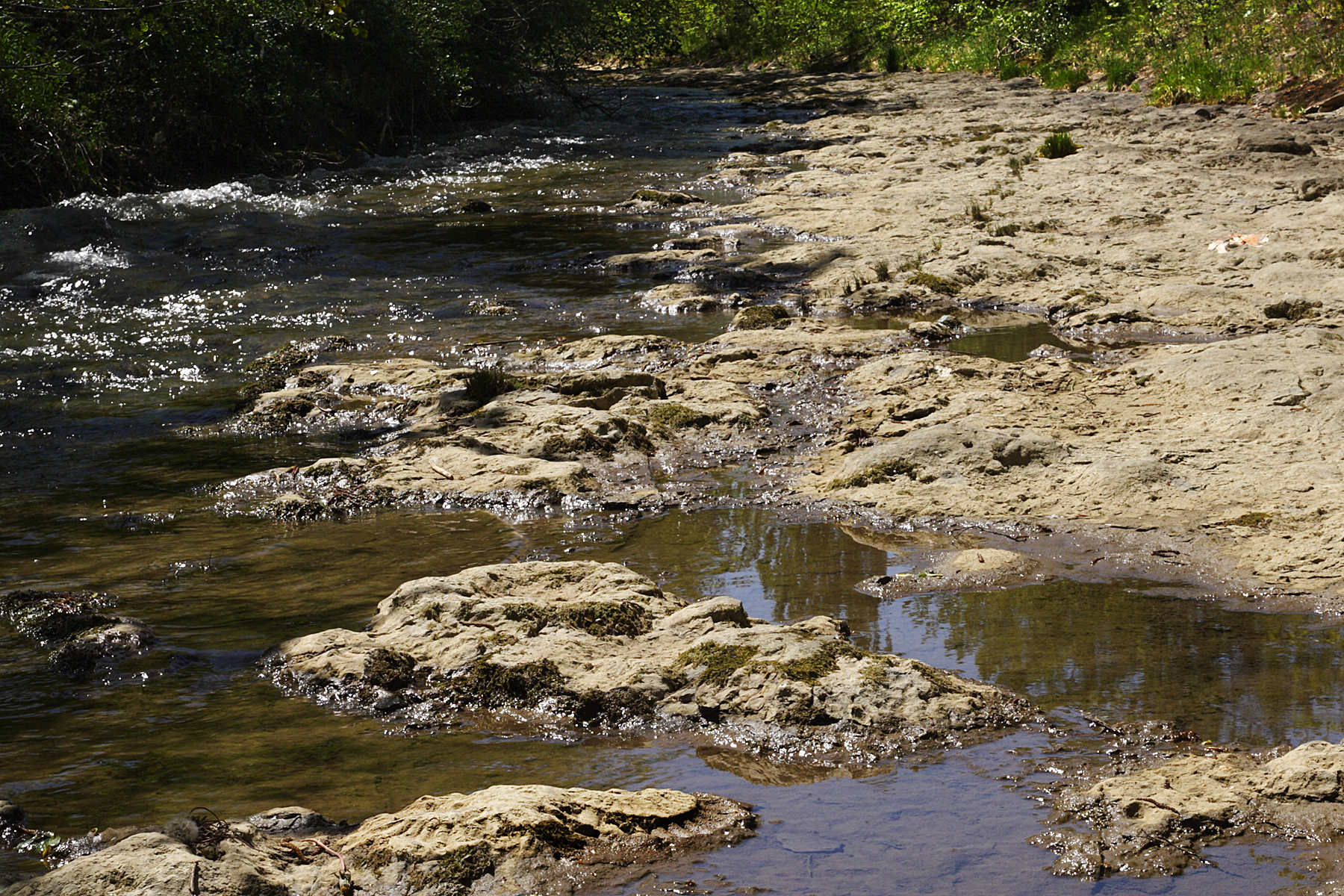
Schneckenpflaster, gut sichtbare Abdrücke der Ammoniten (Ammonoidea), ausgestorbene Teilgruppe der Kopffüßer
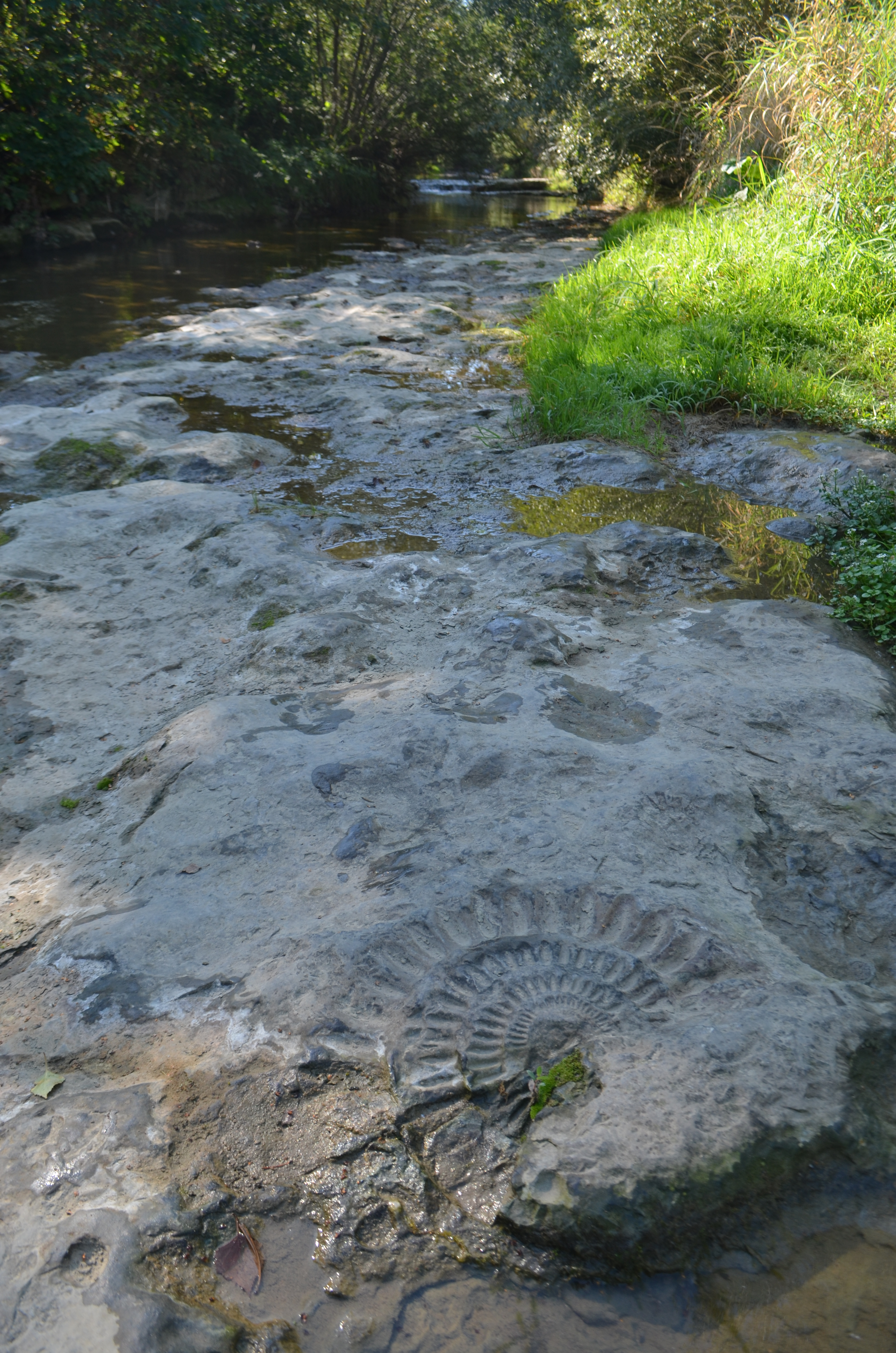
Steinlach in Ofterdingen mit Schneckenpflaster
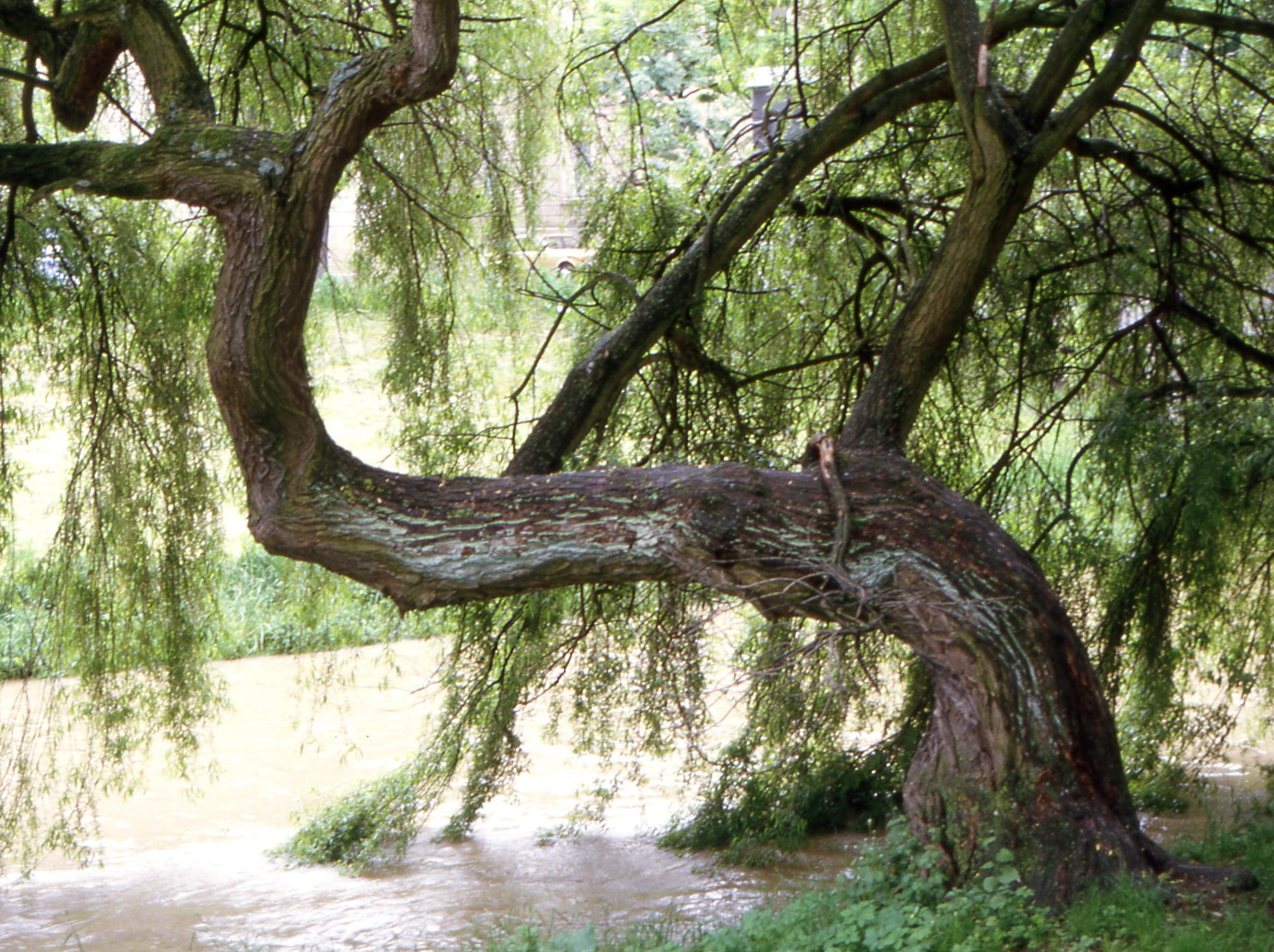
Steinlachhochwasser in Tübingen, Sommer 1985
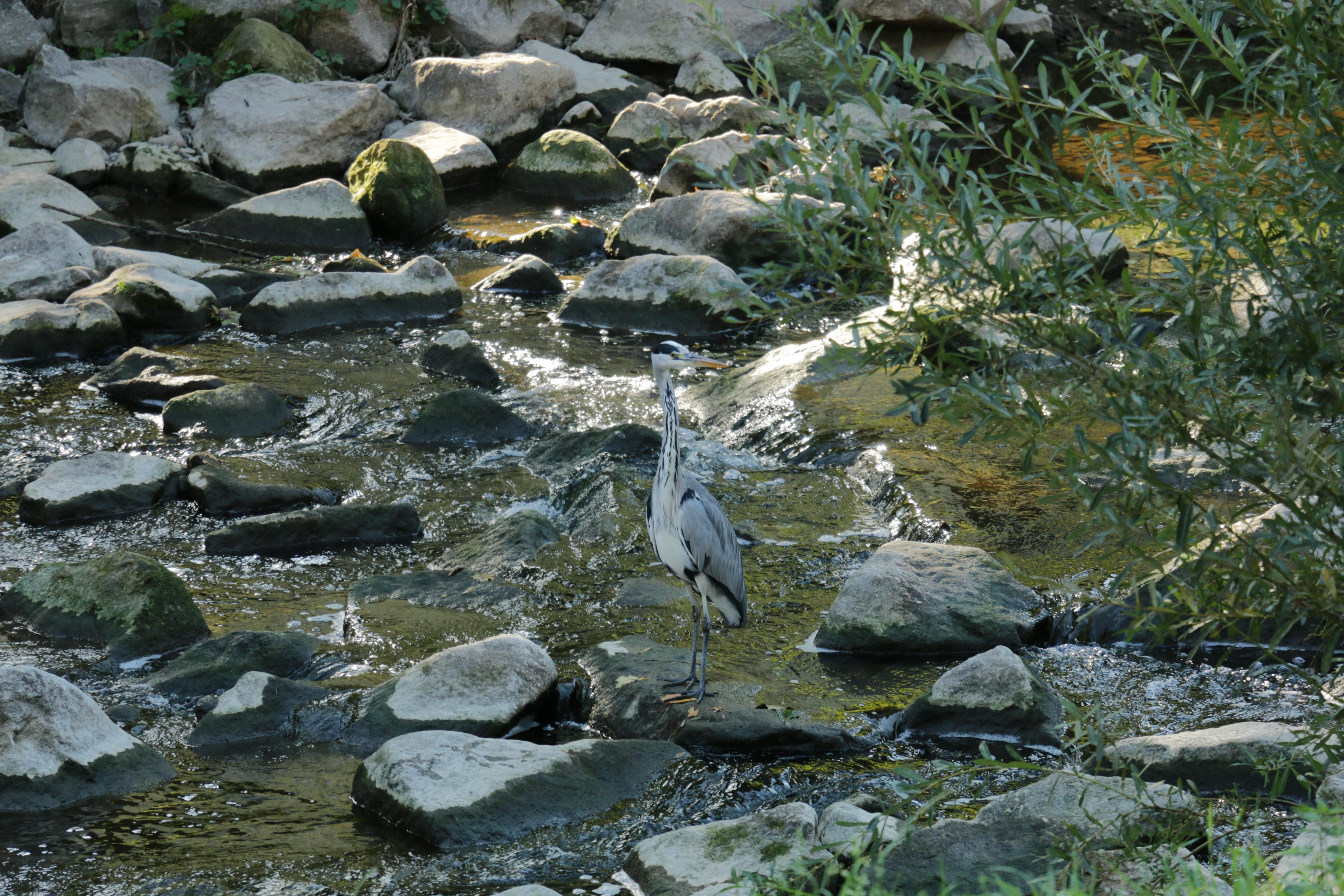
In die begradigte Steinlach in Tübingen eingebrachte Gesteinsblöcke haben ihre Ökologie verbessert
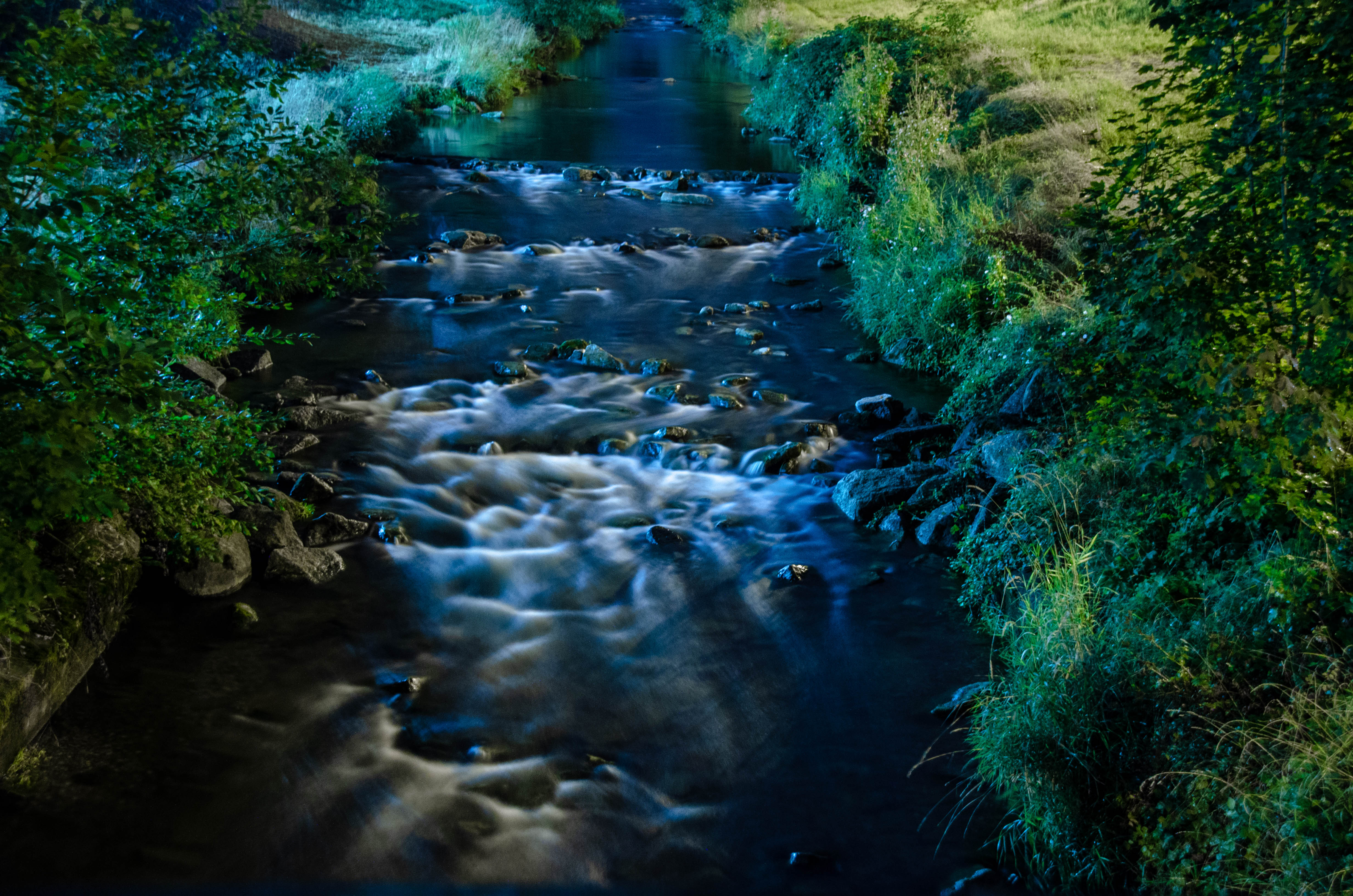
Steinlach in Tübingen von der Holzbrücke in der Südstadt bei Nacht in Blickrichtung Süden aufgenommen